# Djalma Campos
Djalma Braume Manuel Abel Campos (Luanda, 30 de maio de 1987) é um futebolista de Angola. Atualmente representa o Alanyaspor.

## Carreira

### Marítimo
Djalma começou sua carreira no futebol na região de Lisboa. Como atacante ele começa nos juvenis, no pequeno clube de Alverca, em 2001, o mesmo clube do seu companheiro, o atacante Mantorras. Aí ficará durante duas temporadas antes de efectuar a saída para um outro clube. Ele continuou a sua formação no futebol no GS Loures, onde permaneceu durante duas temporadas, antes de ir tentar a sorte no Estoril Praia.
Em 2006, ele assinou com o clube Marítimo, onde começou nos Sub-19, e integrou-se na equipa B muito rapidamente onde jogou 19 partidas, marcando 4 golos. Aí acabaria por jogar o seu primeiro jogo na Liga Portuguesa, à jornada 28, no final da temporada, contra a Académica, onde deixou uma boa impressão durante os 12 minutos que disputou no jogo.
É um jogador jovem que aprende pouco a pouco. Durante a temporada 2007/08 jogou 15 jogos, marcando 2 golos. Nas temporadas seguintes Djalma acaba por tornar-se um jogador importante para o clube madeirense com 26 jogos e 6 golos em 2008/2009, 28 jogos e 6 golos em 2009/10. Jogador regular, tem mostrado bons desempenhos na sua equipa. Naquela que seria a sua última temporada enquanto jogador do Marítimo (2010/11) disputa 25 jogos, realizando um total de 5 golos.
Chega ao fim o seu contrato e opta por não renovar com Marítimo, depois de quatro temporadas no clube. Vários clubes mostram interesse na sua contratação, como o Sporting, mas é o FC Porto, que o contrata a custo zero. Junta-se então ao clube portista para a temporada 2011/2012, com o qual assinou um contrato de cinco temporadas com uma cláusula de rescisão de 30 milhões de euros.

## Selecção nacional
Djalma começou a sua carreira na selecção nacional a 19 de Novembro de 2008 na cidade de Barinas, contra a Venezuela (0-0). Na sua estreia joga a totalidade do jogo amigável. Posteriormente tornou-se um titular indiscutível da selecção angolana, onde joga várias partidas amigáveis, antes do Campeonato Africano das Nações de 2010, que se disputa em Angola, a sua equipa chega aos 1/4 de finais. Marcou o seu primeiro golo internacional com as Palancas Negras no dia 10 de Outubro de 2009 contra a equipa da Malta (2-1) antes de ser substituído no final.
Recentemente competiu nas eliminatórias para o próximo Campeonato Africano das Nações. Em 15 partidas pelas "Palancas Negras" conta com um golo.

### Jogos Internacionais
|     | Data                   | Cidade    | Adversário   | Resultado |         | Competição                                                        | Relatório |
| --- | ---------------------- | --------- | ------------ | --------- | ------- | ----------------------------------------------------------------- | --------- |
| 1.  | 19 de novembro de 2008 | Barinas   | Venezuela    | 0 – 0     | 90'     | jogo amigável                                                     |           |
| 2.  | 5 de setembro de 2009  | Faro      | Senegal      | 1 – 1     | 46'     | jogo amigável                                                     |           |
| 3.  | 10 de outubro de 2009  | Vila Real | Malta        | 2 – 1     | 38' 64' | jogo amigável                                                     |           |
| 4.  | 14 de outubro de 2009  | Olhão     | Camarões     | 0 – 0     | 71'     | jogo amigável                                                     |           |
| 5.  | 30 de dezembro de 2009 | Vila Real | Estónia      | 0 – 1     | 46'     | jogo amigável                                                     |           |
| 6.  | 10 de janeiro de 2010  | Luanda    | Mali         | 4 – 4     | 25'     | Campeonato Africano das Nações de 2010 (Grupo A)                  |           |
| 7.  | 14 de janeiro de 2010  | Luanda    | Malawi       | 2 – 0     | 73'     | Campeonato Africano das Nações de 2010 (Grupo A)                  |           |
| 8.  | 18 de janeiro de 2010  | Luanda    | Argélia      | 0 – 0     | 90'     | Campeonato Africano das Nações de 2010 (Grupo A)                  |           |
| 9.  | 24 de janeiro de 2010  | Luanda    | Gana         | 0 – 1     | 90'     | Campeonato Africano das Nações de 2010 (1/4 final)                |           |
| 10. | 4 de setembro de 2010  | Kampala   | Uganda       | 3 – 0     | 50'     | Qualificações para a Copas das Nações Africanas de 2012 (Grupo J) |           |
| 11. | 9 de outubro de 2010   | Luanda    | Guiné-Bissau | 1 – 0     | 90'     | Qualificações para a Copas das Nações Africanas de 2012 (Grupo J) |           |
| 12. | 26 de março de 2011    | Nairóbi   | Quénia       | 2 – 1     | 90'     | Qualificações para a Copas das Nações Africanas de 2012 (Grupo J) |           |

## Títulos
Porto
- Supertaça de Portugal: 2010-2011

PAOK
- Copa da Grécia: 2016–17, 2017–18